# Cologne (Minnesota)

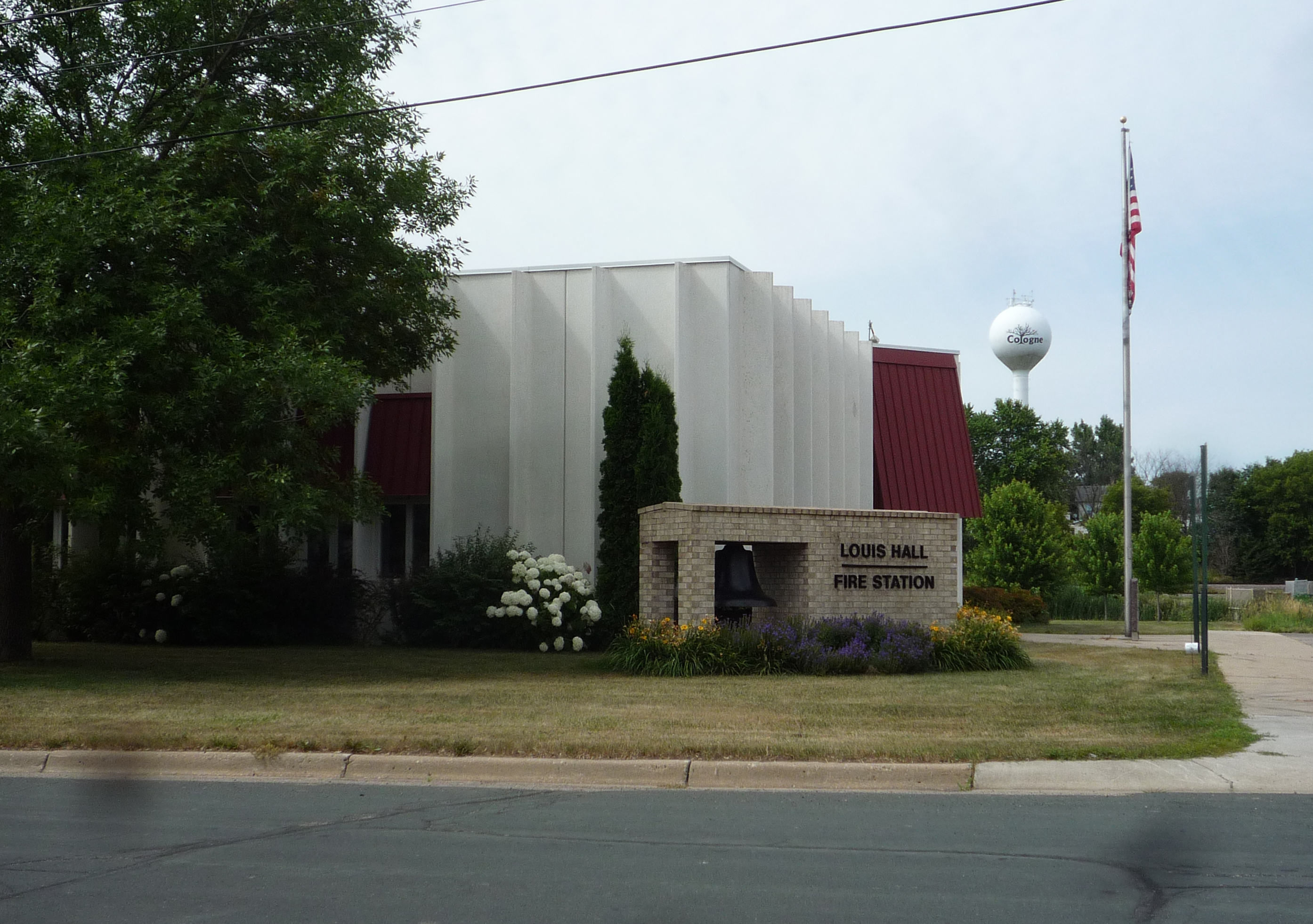
Salle Louis et caserne de pompiers avec château d'eau en arrière-plan

Pour les articles homonymes, voir Cologne (homonymie).
La ville américaine de Cologne est située dans le comté de Carver, dans l’État du Minnesota. Sa population s’élevait à 1 519 habitants lors du recensement de 2010.